# Masi Torello
Masi Torello és un municipi de 2.366 habitants de la província de Ferrara. L'única frazione és Masi San Giacomo. Les comuni limítrofes són Ferrara, Ostellato, Portomaggiore i Voghiera.
El seu patró és San Pietro, festiu el 7 d'abril. Actualment (2008), l'alcalde (Sindaco) és Manuela Cecilia Rescazzi, del partit lista civica.